# Procureur général au Parlement de Paris
Le procureur général au Parlement de Paris était appelé procurator regis dans les anciens registres. 

## Définition
Le procureur du roi, ou procureur général, faisait partie des « gens du roi », officiers chargés de parler au nom du roi et de défendre ses intérêts. Jusqu'au XIVe siècle, le roi choisissait ses gens parmi les avocats et les procureurs, puis il a eu des officiers particuliers : avocat du roi, procureur du roi et substituts. Les gens du roi se réunissaient dans une chambre particulière du parlement, le parquet, où ils se répartissaient les affaires à traiter devant les différentes chambres du parlement. Il présentaient devant la cour leurs conclusions pour le roi et donnaient leur avis sur la gravité des intérêts sur lesquels ils avaient à trancher. Cependant, ils n'entraient pas dans le conseil de la cour où les juges rédigeaient leurs arrêts. Le procureur général est assisté dans l'exercice de ses fonctions de trois avocats généraux qui portent la parole aux audiences.
Les gens du roi sont devenus le ministère public.
Sous l'Ancien Régime, les gens du roi sont aussi des officiers siégeant dans les Bureaux des finances des Généralités du royaume. et sont donc inamovibles. Ils rédigeaient les conclusions au nom du roi.

## Liste des procureurs généraux au parlement de Paris
- 1312 Simon de Buci
- 1319 Guillaume de la Magdelaine, nommé en janvier.
- 1368 Guillaume de Saint-Germain, mort le 6 mars 1384.
- 1385 Jean Anchier
- 1389 Pierre Le Cerf
- 1404 Denis de Mauroy
- 1412 Jean Aguenin. Guillaume Le Tur, avocat du roi au parlement a été commis, en 1417, pour exercer en l'absence d'Aguenin.
- 1421 Gauthier Jayer est destitué,
- 1422 Guillaume Barthélemy est reçu le 21 février,
- 1456 Pierre Cousinot
- 1458 Jean Dauvet[1]
- 1461 Jean de Saint-Romain. Il est encore vivant en 1483.
- 1479 Michel de Pons, il exerce conjointement avec les précédents depuis le 8 juin.
- 1485 Jean de Nanterre, il se démet en 1489.
- 1489 Christophe-Guillaume de Carmone
- 1496 Jean Luillier, mort en 1498
- 1498 Jean Burdelot, reçu le 13 décembre. Il est mort en 1507.
- 1508 Guillaume Rogier, mort le 2 mai 1523.
- 1523 Nicolas Thibaut de Montigny, mort en 1541.
- 1541 Noël Brulard, reçu le 29 août, mort en 1557.
- 1557 Gilles Bourdin, mort en 1570.
- 1570 Jean de La Guesle, s'est démis en 1583.
- 1583 Jacques de La Guesle, fils du précédent, mort en 1612. Pierre Pithou a fait l'intérim de Jacques Le Guesle au moment de la réduction de Paris car ce dernier était à Tours, jusqu'à son retour.
- 1612 Nicolas de Bellièvre, reçu le 11 janvier. Il exerce jusqu'en 1614.
- 1614 Mathieu Molé, jusqu'à sa nomination comme Premier président du Parlement de Paris.
- 1641 Blaise Méliand
- 1650 Nicolas Fouquet jusqu'en 1661.
- 1661 : Achille II de Harlay reçu le 20 août, mort le 7 juin 1671.
- 1671 : Achille III de Harlay, fils du précédent, il est reçu le 4 juin 1667. Il est Premier président du Parlement de Paris en 1689. Il est mort le 23 juillet 1712[2].
- 1689 Jean Arnaud de La Briffe, mort en 1700.
- 1700 Henri François d'Aguesseau, chancelier de France en 1717.
- 1717 Guillaume-François Joly de Fleury, reçu le 17 février, il se démet en 1746.
- 1746 Guillaume-François-Louis Joly de Fleury, fils du précédent, reçu en survivance le 12 décembre 1740, il a exercé comme titulaire en 1746. Il est remplacé par son neveu après la réforme Maupeou, en 1771, mais il retrouve sa charge en 1774. Il est mort le 16 décembre 1787.
- 1771 Omer-Louis-François Joly de Fleury, neveu du précédent, fils de Joseph Omer Joly de Fleury, reçu procureur général lors de la création du nouveau parlement, jusqu'à sa suppression en 1774.
- 1788 Armand Guillaume Marie Joly de Fleury de Brionne, frère du précédent, reçu procureur général en survivance le 13 juillet 1778. Il a exercé en titulaire en 1788, après la mort de son oncle, jusqu'à la suppression du Parlement de Paris.